# Vongnes
Vongnes är en kommun i departementet Ain i regionen Auvergne-Rhône-Alpes i östra Frankrike. Kommunen ligger  i kantonen Virieu-le-Grand som ligger i arrondissementet Belley. Kommunens areal är 2,05 km². År 2022 hade Vongnes 71 invånare.

## Befolkningsutveckling
Antalet invånare i kommunen Vongnes
Referens: INSEE